# Esqui alpino nos Jogos Olímpicos de Inverno de 2022 - Super-G masculino
O super-G masculino do esqui alpino nos Jogos Olímpicos de Inverno de 2022 foi disputado em 8 de fevereiro no Centro Nacional de Esqui Alpino Yanqing em Yanqing, Pequim.

## Medalhistas
| Ouro   | AUT Matthias Mayer          |
| Prata  | USA Ryan Cochran-Siegle     |
| Bronze | NOR Aleksander Aamodt Kilde |

## Resultados
| Pos. | Bib | Atleta                   | País                | Tempo         | Diferença     |
| ---- | --- | ------------------------ | ------------------- | ------------- | ------------- |
| 01 ! | 13  | Matthias Mayer           | AUT Áustria         | 1:19.94       | —             |
| 02 ! | 14  | Ryan Cochran-Siegle      | USA Estados Unidos  | 1:19.98       | +0.04         |
| 03 ! | 7   | Aleksander Aamodt Kilde  | NOR Noruega         | 1:20.36       | +0.42         |
| 4    | 10  | Adrian Smiseth Sejersted | NOR Noruega         | 1:20.68       | +0.74         |
| 5    | 11  | Vincent Kriechmayr       | AUT Áustria         | 1:20.70       | +0.76         |
| 6    | 16  | James Crawford           | CAN Canadá          | 1:20.79       | +0.85         |
| 7    | 8   | Romed Baumann            | GER Alemanha        | 1:21.10       | +1.16         |
| 8    | 17  | Andreas Sander           | GER Alemanha        | 1:21.21       | +1.27         |
| 9    | 28  | Blaise Giezendanner      | FRA França          | 1:21.26       | +1.32         |
| 10   | 25  | Trevor Philp             | CAN Canadá          | 1:21:34       | +1.40         |
| 11   | 3   | Alexis Pinturault        | FRA França          | 1:21.36       | +1.42         |
| 12   | 5   | Travis Ganong            | USA Estados Unidos  | 1:21.37       | +1.43         |
| 13   | 21  | Simon Jocher             | GER Alemanha        | 1:21.52       | +1.58         |
| 14   | 1   | Stefan Rogentin          | SUI Suíça           | 1:21.57       | +1.63         |
| 15   | 33  | River Radamus            | USA Estados Unidos  | 1:21.63       | +1.69         |
| 16   | 4   | Gino Caviezel            | SUI Suíça           | 1:21.76       | +1.82         |
| 17   | 22  | Bryce Bennett            | USA Estados Unidos  | 1:21.80       | +1.86         |
| 18   | 23  | Matteo Marsaglia         | ITA Itália          | 1:22.16       | +2.22         |
| 18   | 12  | Josef Ferstl             | GER Alemanha        | 1:22.16       | +2.22         |
| 20   | 32  | Boštjan Kline            | SLO Eslovênia       | 1:22.55       | +2.61         |
| 21   | 6   | Dominik Paris            | ITA Itália          | 1:22.62       | +2.68         |
| 22   | 40  | Joan Verdú Sánchez       | AND Andorra         | 1:22.92       | +2.98         |
| 23   | 24  | Kjetil Jansrud           | NOR Noruega         | 1:23.00       | +3.06         |
| 24   | 38  | Nejc Naraločnik          | SLO Eslovênia       | 1:23.08       | +3.14         |
| 25   | 36  | Jan Zabystřan            | CZE República Checa | 1:23.09       | +3.15         |
| 26   | 27  | Nils Allègre             | FRA França          | 1:23.24       | +3.30         |
| 27   | 34  | Henrik Von Appen         | CHI Chile           | 1:23.55       | +3.61         |
| 28   | 37  | Marco Pfiffner           | LIE Liechtenstein   | 1:23.66       | +3.72         |
| 29   | 31  | Rasmus Windingstad       | NOR Noruega         | 1:24.15       | +4.21         |
| 30   | 43  | Barnabás Szőllős         | ISR Israel          | 1:24.28       | +4.34         |
| 31   | 41  | Arnaud Alessandria       | MON Mônaco          | 1:24.68       | +4.74         |
| 32   | 45  | Ivan Kovbasnyuk          | UKR Ucrânia         | 1:25.56       | +5.62         |
| 33   | 46  | Zhang Yangming           | CHN China           | 1:29.39       | +9.45         |
| 34   | 35  | Marko Vukićević          | SRB Sérvia          | 1:29.45       | +9.51         |
|      | 2   | Matthieu Bailet          | FRA França          | Não finalizou | Não finalizou |
|      | 9   | Marco Odermatt           | SUI Suíça           | Não finalizou | Não finalizou |
|      | 15  | Beat Feuz                | SUI Suíça           | Não finalizou | Não finalizou |
|      | 18  | Christof Innerhofer      | ITA Itália          | Não finalizou | Não finalizou |
|      | 19  | Raphael Haaser           | AUT Áustria         | Não finalizou | Não finalizou |
|      | 20  | Max Franz                | AUT Áustria         | Não finalizou | Não finalizou |
|      | 26  | Broderick Thompson       | CAN Canadá          | Não finalizou | Não finalizou |
|      | 29  | Brodie Seger             | CAN Canadá          | Não finalizou | Não finalizou |
|      | 30  | Miha Hrobat              | SLO Eslovênia       | Não finalizou | Não finalizou |
|      | 39  | Jack Gower               | IRL Irlanda         | Não finalizou | Não finalizou |
|      | 42  | Adur Etxezarreta         | ESP Espanha         | Não finalizou | Não finalizou |
|      | 44  | Simon Breitfuss          | BOL Bolívia         | Não finalizou | Não finalizou |
|      | 47  | Xu Mingfu                | CHN China           | Não finalizou | Não finalizou |

Legenda
| Recorde mundial      | Recorde mundial (World record)               |                       | Recorde africano                      | Recorde africano (African) |                                           | Q | Classificado por posição (Qualified) |
| Recorde olímpico     | Recorde olímpico (Olympic record)            | Recorde da América    | Recorde da América (Americas)         | q                          | Classificado por melhor tempo (Qualified) |   |                                      |
| Melhor marca do ano  | Melhor marca do ano (World leading)          | Recorde asiático      | Recorde asiático (Asian)              | DNS                        | Não largou (Did not start)                |   |                                      |
| Recorde nacional     | Recorde nacional (National record)           | Recorde europeu       | Recorde europeu (European)            | DNF                        | Não terminou (Did not finish)             |   |                                      |
| Recorde pessoal      | Recorde pessoal do atleta (Personal best)    | Recorde da Oceania    | Recorde da Oceania (Oceania)          | DSQ / DQ                   | Desclassificado (Disqualified)            |   |                                      |
| Recorde da temporada | Recorde da temporada do atleta (Season best) | Recorde sul-americano | Recorde sul-americano (South America) | NM                         | Sem marca (No mark)                       |   |                                      |